# Scaptomyza multispinosa
Scaptomyza multispinosa är en tvåvingeart som beskrevs av Malloch 1934. Scaptomyza multispinosa ingår i släktet Scaptomyza och familjen daggflugor. Inga underarter finns listade i Catalogue of Life.